# Anton Moortgat
Franz Anton Moortgat (* 21. September 1897 in Antwerpen; † 9. Oktober 1977 in Damme bei Brügge) war ein deutscher Vorderasiatischer Archäologe belgischer Herkunft.

## Leben und Werk
Nach dem Studium der Klassischen Archäologie, Klassischen Philologie und Alten Geschichte 1916 bis 1918 in Gent, dann in Münster und Berlin, wurde Anton Moortgat 1923 bei Ferdinand Noack mit der Arbeit Das antike Torgebäude in seiner baugeschichtlichen Entwicklung promoviert. Anschließend war er wissenschaftlicher Assistent bei der Max-Freiherr-von-Oppenheim-Stiftung in Berlin und seit 1929 an der Vorderasiatischen Abteilung der Staatlichen Museen Berlin tätig. 1938 wurde er zum Kustos, 1941 zum Professor ernannt und lehrte als Honorarprofessor an der Friedrich-Wilhelms-Universität. 1948 wurde er Ordinarius an der Freien Universität Berlin und trat damit in die Nachfolge von Ernst Herzfeld, der das Amt bis zu seiner Suspendierung und anschließenden Emigration 1935 innehatte, und Eckhard Unger, Ordinarius von 1937 bis 1945 an der Friedrich-Wilhelms-Universität.
Von 1955 bis 1976 leitete Anton Moortgat in Nordostsyrien die Ausgrabungen von Tell Fecheriye, Tell Ailun und Tell Chuera. 1967 erschien seine repräsentative Darstellung Die Kunst des alten Mesopotamien, ein Standardwerk der vorderasiatischen Archäologie, das auch ins Arabische und Englische übersetzt wurde. Moortgats Werk förderte das Verständnis für die Bedeutung der klassischen Kunst des alten Mesopotamien. Seine detaillierten Untersuchungen der Einzelobjekte, Fundgruppen und Kunstepochen beschreiben den hohen geistigen und künstlerischen Zusammenhalt der altorientalischen Welt der drei vorchristlichen Jahrtausende.
Verheiratet war er mit der Vorderasiatischen Archäologin Ursula Moortgat-Correns (1920–2008).

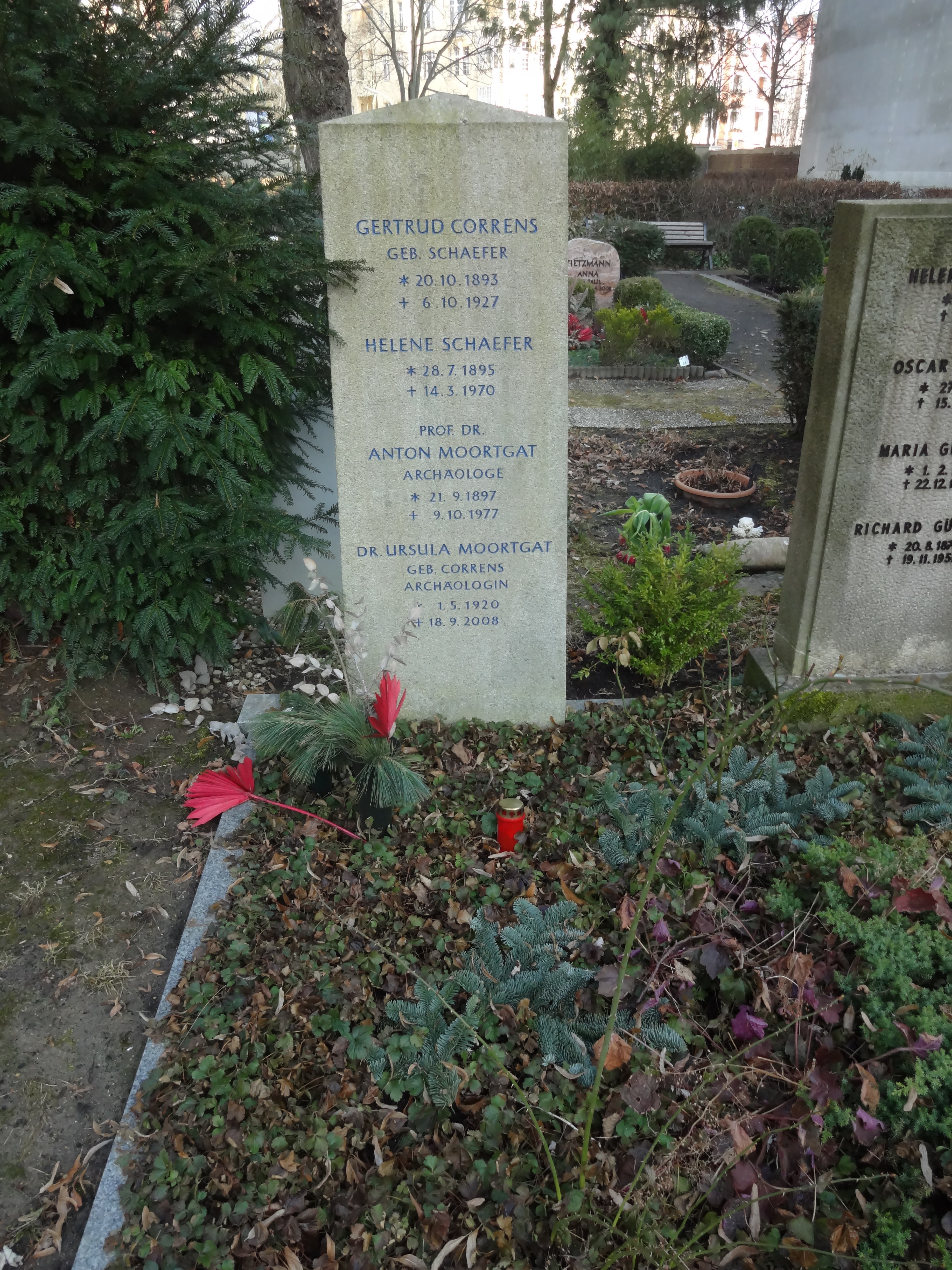
Grabstätte

Moortgat ist auf dem Friedhof Friedenau in Berlin bestattet.

## Schriften (Auswahl)
- Die bildende Kunst des Alten Orients und die Bergvölker, Berlin 1932
- Vorderasiatische Rollsiegel, Berlin 1940
- Die Entstehung der sumerischen Hochkultur, Leipzig 1945
- Tammuz. Der Unsterblichkeitsglaube in der altorientalischen Bildkunst, Berlin 1949
- Geschichte Vorderasiens bis zum Hellenismus im Altertum, in Scharff/Moortgat: Ägypten und Vorderasien im Altertum, München 1950,
- Die Kunst des Alten Mesopotamien I. Sumer und Akkad. DuMont, Köln 1982, ISBN 3-7701-1393-4
- Die Kunst des Alten Mesopotamien II. Babylon und Assur. DuMont, Köln 1984, ISBN 3-7701-1405-1 (Erstausgabe in einem Band 1967)